# Colubrina retusa
Colubrina retusa är en brakvedsväxtart. Colubrina retusa ingår i släktet Colubrina och familjen brakvedsväxter.

## Underarter
Arten delas in i följande underarter:
- C. r. latifolia
- C. r. retusa